# Aeroportul Juan José Rondón
Aeroportul Juan José Rondón (IATA: RON, ICAO: SKPA) este un aeroport din Departamentul Boyacá, Columbia ce deservește zona Duitama⁠(d). Aeroportul a fost tranzitat în 2022 de 10.687 de pasageri.
Situat la o altitudine de 2.501 m, aeroportul dispune de o singură pistă.